# Lake Moreton
Der Lake Moreton ist ein Gebirgssee im Southland District der Region Southland auf der Südinsel von Neuseeland.

## Namensherkunft
Der See wurde nach Samuel H. Morton, einem Künstler, Erforscher und engen Freund von Donald Sutherland, der seinerseits als Einsiedler vom Milford Sound bekannt wurde, benannt. Die Schreibweise des Sees wurde im Februar 1967 geändert.

## Geographie
Der Lake Moreton befindet sich rund 10,5 km südwestlich des Milford Sound/Piopiotahi, rund 5 km ostsüdöstlich der Poison Bay sowie rund 7,3 km von der Küste der nordnordwestlich liegenden Tasmansee entfernt. Der auf einer Höhe von 851 m liegende See besitzt eine Flächenausdehnung von rund 57,5 Hektar und einen Seeumfang von rund 3,48 km. Er erstreckt sich über eine Länge von rund 1,3 km in Nordnordwest-Südsüdost-Richtung und misst an seiner breitesten Stelle rund 620 m in Westsüdwest-Ostnordost-Richtung.
Gespeist wird der Lake Moreton durch einige kleinere Gebirgsbäche und entwässert an seinem nördlichen Ende über einen Gebirgsbach, der rund 2,2 km weiter flussabwärts in den Transit River mündet, der wiederum sein Mündungsgebiet in der Tasmansee findet.